# Christopher Olivares
Christopher Robin Olivares Burga (Tesalónica, Grecia, 3 de abril de 1999) es un futbolista greco-peruano. Juega como delantero y su equipo actual es Atlético Grau de la Liga 1 del Perú. 
Se formó en las divisiones juveniles de Sporting Cristal, donde jugó cinco temporadas y ganó la Liga en dos ocasiones (2018 y 2020), además de la Copa Bicentenario. En 2019, fue cedido al Vitória de Portugal por una temporada. En Perú, pasó por Deportivo Municipal y Cusco F. C., antes de unirse a Universitario de Deportes, con el que obtuvo el título nacional en el año de su centenario. Tras tener poca continuidad en el equipo crema, se incorporó al Atlético Grau. 
A nivel internacional, ha representado a Perú en diversas categorías juveniles. Fue campeón del Torneo Olímpico Juvenil de Fútbol en Nankín 2014 con la selección sub-15 y también integró las selecciones sub-17, sub-20 y sub-23. 

## Biografía
Olivares nació el 3 de abril de 1999 en Tesalónica, segunda ciudad más importante y poblada de Grecia, y capital de la periferia de Macedonia Central. Es el unigénito hijo, del matrimonio entre Percy Olivares (n. 1968) y Cristina Burga (n. 1970). Su padre, también futbolista, jugaba en el P. A. O. K. de Salónica F. C. al momento de su nacimiento. Su familia, originaria de Lima y de ascendencia afroperuana, estaba viviendo en Tesalónica en esa época.
Desde sus primeros años, mostró inclinación por el fútbol ofensivo. Si bien desarrolló su juego en un ambiente acomodado, su primer contacto con el mundillo del fútbol se produjo en 2004, cuando entro en las divisiones inferiores del club Esther Grande de Bentín. Incluso hizo pasantías en octubre de 2015 en Twente, en septiembre de 2016 en Benfica y Eintracht Fráncfort, y en diciembre de 2016 viajo a México junto a Andy Huamán para probarse en los Pumas de la UNAM. A inicios de 2017, llegó al equipo de reservas del club Sporting Cristal en calidad de préstamo, donde se reconvirtió a delantero centro en el equipo dirigido por Pablo Zegarra. Participó en los torneos de reserva y Copa Federación; hasta que en agosto de 2017 dio el salto al primer equipo celeste, donde se terminó quedando.

## Trayectoria

### Sporting Cristal (2017-2022)

#### Temporada debut
Su debut se produjo el 6 de agosto de 2017, a los 18 años de edad, por un partido de la Liga Nacional, oportunidad en que su equipo Sporting Cristal enfrentaba a Juan Aurich, uno de los mejores equipos del país. Olivares era suplente y en el entretiempo el técnico del equipo, Pablo Zegarra —quien había asumido el cargo en junio de ese año tras la salida de José del Solar—, lo ingresó con la camiseta número 18, como reemplazante de Joel Sánchez al finalizar el segundo tiempo. Después del juego recibió el respeto de los fanáticos, así como las reseñas de prensa:
«Olivares debutó en Primera División con Sporting Cristal. Su padre, Percy Olivares, estuvo presente en el estadio, y expresó su orgullo por ver a su hijo dar sus primeros pasos en el fútbol profesional».
En el siguiente partido contra Unión Comercio, el 13 de agosto, Olivares entró en la alineación titular, convirtió su primer gol para el empate 2 a 2. El arquero rival era Ángel Zamudio. A lo largo del Torneo Clausura 2017, sumó minutos en varios encuentros, destacándose en la victoria 4 a 1 ante Comerciantes Unidos, donde brindó una asistencia a Irven Ávila. Cerró el año con 9 partidos disputados y 1 gol, dejando buenas sensaciones como una de las promesas emergentes del club.

#### Consolidación y temporada en Vitória
En 2018 Olivares, ya formando parte del primer equipo, fue uno de los jugadores juveniles que vio más acción con el elenco dirigido por Mario Salas, jugando 25 partidos y anotando 4 goles. Durante un partido contra Lanús por la Copa Sudamérica, dio una asistencia para Horacio Calcaterra, para la victoria por 2 a 1 en Lima. Este hecho no alcanzó para avanzar de ronda. El 12 de mayo, salió campeón del Torneo de Verano 2018, ante Sport Huancayo en el Estadio Nacional. Sporting Cristal acabaría campeón frente a Alianza Lima en el Campeonato Descentralizado, siendo este su primer título conseguido en el fútbol peruano. Sin embargo, debido a su muy buen año, los principales clubes sudamericanos y europeos comenzaron a "ojear" al joven talento peruano, donde Olivares escogería jugar en Europa la siguiente temporada.
El 31 de enero de 2019, Sporting Cristal lo prestó por una temporada y media al Vitória de la Primeira Liga de Portugal, convirtiéndose en el segundo futbolista peruano en llegar al club, luego de Paolo Hurtado. Olivares de esta forma firmó con el Vitória hasta el 30 de junio de 2020, con opción de compra, manteniendo Sporting Cristal un porcentaje futuro de los derechos económicos del jugador. Según anunció el técnico del primer equipo Luís Castro, Olivares iniciaría su trayectoria en el equipo «B», que milita en la Segunda División de Portugal. El 17 de febrero, debutó con el segundo equipo, jugando siete minutos en la derrota por 2-1 frente a Leixões, encuentro válido por la segunda división. Luego de alternar en algunos encuentros, anotó su primer gol con el Vitoria B en el empate 2 a 2 frente a Benfica B, el 11 de mayo. A fin de temporada y con nueve partidos jugados, el segundo equipo del Vitoria descendió al Campeonato de Portugal tras finalizar último en la temporada 2018/19.

#### Regreso al Campeonato Nacional
Para mediados de 2019, Cristal y Vitória llegaron a un acuerdo para el retorno del jugador a Perú. Firmó un contrato con el club rimense hasta finales de 2022. Christopher se perfilaba para ser uno de los incluidos en el plantel de Claudio Vivas. En este año, disputó la Copa Bicentenario siendo eliminados en cuartos de final. En el Nacional, Olivares jugaría 10 partidos y anotaría 3 goles en una favorable actuación del equipo que acabaría 3°. Además, fue protagonista de su primer doblete en la victoria por 4 a 1 frente al Pirata Fútbol Club.
Al año siguiente, Olivares tuvo su mejor temporada en Sporting Cristal. Fue el segundo goleador del equipo en el campeonato peruano —detrás de Emanuel Herrera— con 9 goles y el máximo goleador de Cristal en la Copa Libertadores con un gol. Su primera etapa de la temporada la cerró con tres anotaciones frente a la Academia Deportiva Cantolao, Carlos A. Mannucci y Deportivo Binacional, respectivamente. Ya en el segundo semestre, disputó todos los encuentros entrando como titular. Marco dos dobletes, el primero en la victoria por 4 a 1 frente al Club Atlético Grau, y de un segundo ante Cantolao. Esa temporada, luego de jugarse la final contra Universitario, Olivares logró su segundo título con el equipo celeste como profesional.
En 2021, Christopher continuó en el club consagrándose como pieza de recambio en la mayoría de partidos, aunque una lesión de rodilla lo dejó fuera de la temporada durante el clásico —primera vez como capitán del equipo—, anotando el primer gol para la victoria por 2 a 1. A pesar de ello, como parte del plantel bajopontino, añadió a su palmarés el 30 de mayo la Fase 1 frente a San Martín, obteniendo así su primer torneo corto de la temporada, y el 27 de julio, su tercer título como profesional, la Copa Bicentenario, después de ganar al Carlos A. Mannucci. Christopher Olivares no llegó a disputar la final frente al Club Alianza Lima donde el equipo salió subcampeón tras perder con un resultado global por 1-0. Se perdió 20 partidos de Liga y las eliminatorias de la Copa Libertadores, en la que el Cristal, mermado por su ausencia, quedó eliminado.
Aunque Olivares no había recibido el alta médica se unió a la pretemporada con trabajos regulares, y reapareció el 5 de febrero de 2022, en un partido contra el Sport Huancayo. Marcó su único gol a la Asociación Deportiva Tarma, en la decimotercera jornada del campeonato de Liga el 8 de mayo. Al final, Christopher solo pudo jugar 22 partidos aquella temporada, por lo que no pudo contribuir a que el Sporting Cristal consiguiera el campeonato: quedó tercero. El 10 de noviembre de 2022, Sporting Cristal anunció la salida del jugador.

### Deportivo Municipal y Cusco F. C. (2023)
En diciembre de 2022, el futbolista fichó por el club de La Franja. En el club desempeñó una excelente campaña individual hasta el final del Apertura. El debut en Municipal se produjo el 13 de febrero de 2023 contra el F. B. C. Melgar, con una victoria por 2 a 0, donde brindo una asistencia. El equipo no encontraba el rumbo, durante las primeras seis fechas del torneo solo consiguió 7 puntos. Sin embargo, el 26 de marzo, en una jornada ante Unión Comercio anotó un doblete. Gracias a eso, el equipo se recuperó y consiguió más puntos con los goles y asistencias de Olivares en las siguientes jornadas. Tras su buena actuación en el cuadro edil fue convocado a la selección por Juan Reynoso, el entrenador de la Selección en ese momento. Sin embargo, tras la suma los conflictos administrativos internos de la directiva del equipo así como la falta de pagos condenó al club. Se le restaron varios puntos, además la suspensión de la licencia durante varias fechas del torneo afecto internamente al club que comenzó a caer a puestos de descenso, de los cuales no pudo escapar debido al pobre rendimiento que tendría la franja a finales de temporada. 
El 29 de junio de 2023, fue contratado y anunciado por el Cusco Fútbol Club como nuevo jugador de cara al inicio del Clausura. Entró en la alineación titular del equipo dirigido por Luis Flores Villena. Olivares jugó un total de 13 partidos de Liga con el equipo cusqueño, en los que brindó una asistencia en la victoria por 4 a 1 frente al Sporting Cristal. En total —sumando sus partidos con Municipal— fueron 28 partidos, 6 goles y 4 asistencias. El Cusco acabó el torneo en decimotercera posición con 18 puntos, a 21 del campeón Universitario.

### Universitario (2024)
El presidente de Universitario de Deportes, Jean Ferrari, expresó su interés en contar con Olivares para la temporada del Centenario. Tras la salida del entrenador uruguayo Jorge Fossati y la llegada de Fabián Bustos, el 28 de noviembre de 2023 se confirmó el fichaje de Olivares por Universitario en un contrato cuya duración —al inicio— no se especificó, convirtiéndose en el primer refuerzo del club para el 2024. Sin embargo, su debut con la camiseta crema no fue el esperado. Bustos solo le dio once minutos en la primera fecha del Torneo Apertura ante Mannucci, y en los siguientes partidos tuvo escasa participación: no ingresó en tres encuentros y en otros cuatro ni siquiera fue convocado. Ante esta falta de continuidad, su entorno solicitó a la directiva una cesión a préstamo para el Torneo Clausura, pero Jean Ferrari, declararía lo siguiente:
«Olivares es un proyecto en el que creemos plenamente y ahora que se vienen dos torneos estamos seguros que tendrá su oportunidad. Sólo hay que tener paciencia. Similar caso fue en su momento con José Rivera».
El 24 de abril de 2024, Olivares anotó su primer gol en la Copa Libertadores ante Botafogo en el Estadio Nilton Santos. Cuatro días después volvió a marcar, esta vez por el Campeonato Nacional en la goleada 6 a 0 ante Comerciantes Unidos. En mayo, Olivares tuvo una lesión en el tobillo derecho que le impidió jugar 4 partidos —3 por Liga y 1 por Libertadores—, volviendo a jugar el 13 de julio frente a Carlos A. Mannucci, con gol incluido en una nueva goleada crema. Fue pieza de recambio en el resto del Campeonato Nacional jugando un total de 13 partidos de los 34 a disputar y anotando 3 goles. Luego de finalizar la temporada sería campeón nacional con el plantel crema en el año de su centenario, sumando su tercer título de Liga y el cuarto como profesional, y pese a que tenía contrato hasta finales del 2025, rescindiría con el equipo crema, quedando como jugador libre.

### Atlético Grau (2025-presente)
El 8 de diciembre de 2024, Olivares fue anunciado como nuevo jugador del Atlético Grau de Piura.

## Selección nacional

### Categorías inferiores
Con el combinado sub-15 se llevó la medalla de oro en el torneo olímpico juvenil de fútbol masculino en los Juegos Olímpicos de la Juventud de Nankín 2014. Donde jugó los cuatro partidos de Perú en el campeonato, marcando un gol en la fase de grupos ante Honduras. También estuvo convocado para el Campeonato Sudamericano de Fútbol Sub-17 de 2015 celebrado en Paraguay, donde disputó tres encuentros, quedando Perú en el último lugar del grupo A. También representó a Perú con el seleccionado sub-18 en la Copa Mitad del Mundo de Ecuador 2017, torneo amistoso.
Con la sub-20, en junio de 2018, Olivares fue parte del equipo de sparring de la selección mayor en la Copa Mundial de Fútbol de 2018. En noviembre de ese año, ganó el cuadrangular internacional amistoso sub-20 disputado en Lara en 2018 y el 12 de enero de 2019, fue incluido en la nómina de 23 jugadores para el Campeonato Sudamericano de Fútbol Sub-20 de 2019. Disputó un partido durante la fase de grupos, sin embargo, Perú no avanzó a la siguiente etapa. En total convirtió dos goles en nueve encuentros con la sub-20.
Fue convocado a la categoría sub-23; recibió el llamado por primera vez por el entrenador Nolberto Solano para los amistosos ante Colombia en octubre de 2019. Con miras al Torneo Preolímpico Sudamericano Sub-23 de 2020, quedó en la lista final para afrontar dicha competición. Aunque fue titular en tres partidos, no pudo anotar y Perú fue eliminado en la primera fase.

#### Participación en Campeonatos Sudamericanos
| Copa                        | Sede     | Resultado     | Partidos | Goles |
| --------------------------- | -------- | ------------- | -------- | ----- |
| Sudamericano Sub-17 de 2015 | Paraguay | Primera ronda | 3        | 0     |
| Sudamericano Sub-20 de 2019 | Chile    | Primera ronda | 1        | 0     |
| Preolímpico Sub-23 de 2020  | Colombia | Primera ronda | 4        | 0     |
| Total                       | Total    | Total         | 8        | 0     |

#### Participación en Juegos Olímpicos
| Copa                                 | Sede  | Resultado | Partidos | Goles | Asistencias |
| ------------------------------------ | ----- | --------- | -------- | ----- | ----------- |
| Juegos Olímpicos de la Juventud 2014 | China | Campeón   | 4        | 1     | 0           |

### Selección absoluta
Con 24 años, el 9 de junio de 2023, Olivares fue convocado por primera vez a la selección mayor de Perú, para afrontar los partidos contra Japón y Corea del Sur, siendo llamado de emergencia tras las lesiones de Luis Advíncula y Andy Polo.

## Estadísticas

### Clubes
Actualizado al último partido disputado el 10 de agosto de 2025.
| Club | Div.          | Temporada     | Liga  | Liga  | Liga   | Copas nacionales(1) | Copas nacionales(1) | Copas nacionales(1) | Copas internacionales(2) | Copas internacionales(2) | Copas internacionales(2) | Total | Total | Total  |
| Club | Div.          | Temporada     | Part. | Goles | Asist. | Part.               | Goles               | Asist.              | Part.                    | Goles                    | Asist.                   | Part. | Goles | Asist. |
| --- | ------------- | ------------- | ----- | ----- | ------ | ------------------- | ------------------- | ------------------- | ------------------------ | ------------------------ | ------------------------ | ----- | ----- | ------ |
| Vitória de Guimarães B Portugal | 2.ª           | 2018-19       | 9     | 1     | 0      | —                   | —                   | —                   | —                        | —                        | —                        | 9     | 1     | 0      |
| Vitória de Guimarães B Portugal | Total club    | Total club    | 9     | 1     | 0      | 0                   | 0                   | 0                   | 0                        | 0                        | 0                        | 9     | 1     | 0      |
| Sporting Cristal · Perú | 1.ª           | 2017          | 13    | 1     | 1      | —                   | —                   | —                   | —                        | —                        | —                        | 13    | 1     | 1      |
| Sporting Cristal · Perú | 1.ª           | 2018          | 23    | 4     | 3      | —                   | —                   | —                   | 2                        | 0                        | 1                        | 25    | 4     | 4      |
| Sporting Cristal · Perú | 1.ª           | 2019          | 9     | 3     | 0      | 1                   | 0                   | 0                   | —                        | —                        | —                        | 10    | 3     | 0      |
| Sporting Cristal · Perú | 1.ª           | 2020          | 27    | 8     | 3      | —                   | —                   | —                   | 1                        | 1                        | 0                        | 28    | 9     | 3      |
| Sporting Cristal · Perú | 1.ª           | 2021          | 6     | 1     | 0      | —                   | —                   | —                   | 2                        | 0                        | 0                        | 8     | 1     | 0      |
| Sporting Cristal · Perú | 1.ª           | 2022          | 19    | 1     | 2      | —                   | —                   | —                   | 3                        | 0                        | 0                        | 22    | 1     | 2      |
| Sporting Cristal · Perú | Total club    | Total club    | 97    | 18    | 9      | 1                   | 0                   | 0                   | 8                        | 1                        | 1                        | 106   | 19    | 10     |
| Deportivo Municipal · Perú | 1.ª           | 2023          | 15    | 6     | 3      | —                   | —                   | —                   | —                        | —                        | —                        | 15    | 6     | 3      |
| Deportivo Municipal · Perú | Total club    | Total club    | 15    | 6     | 3      | 0                   | 0                   | 0                   | 0                        | 0                        | 0                        | 15    | 6     | 3      |
| Cusco F. C. · Perú | 1.ª           | 2023          | 13    | 0     | 1      | —                   | —                   | —                   | —                        | —                        | —                        | 13    | 0     | 1      |
| Cusco F. C. · Perú | Total club    | Total club    | 13    | 0     | 1      | 0                   | 0                   | 0                   | 0                        | 0                        | 0                        | 13    | 0     | 1      |
| Universitario de Deportes · Perú | 1.ª           | 2024          | 10    | 2     | 0      | —                   | —                   | —                   | 3                        | 1                        | 0                        | 13    | 3     | 0      |
| Universitario de Deportes · Perú | Total club    | Total club    | 10    | 2     | 0      | 0                   | 0                   | 0                   | 3                        | 1                        | 0                        | 13    | 3     | 0      |
| Atlético Grau Perú | 1.ª           | 2025          | 15    | 2     | 2      | —                   | —                   | —                   | 4                        | 0                        | 0                        | 19    | 2     | 2      |
| Atlético Grau Perú | Total club    | Total club    | 15    | 2     | 2      | 0                   | 0                   | 0                   | 4                        | 0                        | 0                        | 19    | 2     | 2      |
| Total carrera | Total carrera | Total carrera | 159   | 29    | 15     | 1                   | 0                   | 0                   | 15                       | 2                        | 1                        | 175   | 31    | 16     |
| (1)Incluye datos de la Copa Bicentenario (2019). (2)Incluye datos de la Copa Sudamericana (2018, 2025) y la Copa Libertadores de América (2020, 2021 y 2022). |               |               |       |       |        |                     |                     |                     |                          |                          |                          |       |       |        |

## Palmarés

### Torneos cortos
| Título           | Club             | País | Año  |
| ---------------- | ---------------- | ---- | ---- |
| Torneo de Verano | Sporting Cristal | Perú | 2018 |
| Torneo Apertura  | Sporting Cristal | Perú | 2018 |
| Torneo Apertura  | Universitario    | Perú | 2024 |
| Torneo Clausura  | Universitario    | Perú | 2024 |

### Campeonatos nacionales
| Título                    | Club             | País | Año  |
| ------------------------- | ---------------- | ---- | ---- |
| Primera División del Perú | Sporting Cristal | Perú | 2018 |
| Primera División del Perú | Sporting Cristal | Perú | 2020 |
| Copa Bicentenario         | Sporting Cristal | Perú | 2021 |
| Primera División del Perú | Universitario    | Perú | 2024 |

### Campeonatos internacionales
| Título                          | Equipo      | País  | Año  |
| ------------------------------- | ----------- | ----- | ---- |
| Juegos Olímpicos de la Juventud | Perú Sub-15 | China | 2014 |